# Арцизька міська територіальна громада
Арцизька міська територіальна громада — територіальна громада в Болградському районі Одеської області України. Населення громади становить 35 734 осіб, адміністративний центр — м. Арциз.

## Історія
Арцизька міська територіальна громада утворена згідно з розпорядженням Кабінету Міністрів України від 12.06.2020 р. № 720-р «Про утворення адміністративних центрів та затвердження територій територіальних громад Одеської області», до складу якої увійшли місто Арциз та 12 сіл: Виноградівка, Плоцьк, Главані, Делень, Новоселівка, Задунаївка, Кам'янське, Надеждівка (Надія), Нова Іванівка, Прямобалка, Холмське (Селіогло), Новохолмське (Аліяга). Утворено 9 старостинських округів.
За результатами місцевих виборів, які відбулися 25 жовтня 2020 року, Арцизька міська територіальна громада розпочала свою діяльність з 20 листопада 2020 року.
Територія Арцизької міської територіальної громади є нерозривною, її межі визначаються по зовнішніх межах юрисдикції рад територіальних громад, що об'єдналися.
Арцизька громада є унікальним регіоном з багатим етнічним різноманіттям, який поєднує в собі культуру понад 100 національностей. Населення складається з українців, болгар, росіян, молдован, гагаузів, греків, білорусів, німців та інших. Кожен населений пункт громади має власну неповторну самобутню культуру, яка пов'язана безпосередньо з традиціями перших поселенців і колоністів-засновників.

## Населенні пункти
У складі громади: Арциз, Аліяга, Виноградівка, Плоцьк, Главані, Делень, Новоселівка, Задунаївка, Кам'янське, Надія, Нова Іванівка, Прямобалка, Селіогло.

## Природно-ресурсний потенціал та стан довкілля
Територія Арцизької громади розташована у степовому регіоні.
Зазначене визначає її високий аграрний виробничий потенціал. Разом з тим, таке розташування обумовлює й негативні риси природи краю, зокрема,
маловодність та малу лісистість.
Клімат помірно-континентальний з виразними ознаками субтропічного: зі спекотним посушливим літом, м'якою малосніжною нестійкою зимою.
Середньомісячна температура січня — 0°С, липня, відповідно, до +22,9°С.
Абсолютні максимуми температур сягають +39°С і більше, мінімуми — до — 25°С і нижче.
Серед несприятливих кліматичних явищ для півдня Одещини характерні суховії (гарячі вітри) та пилові бурі, грози, град, посухи. Тривалість вегетаційного періоду складає від 180 до 210 діб. Середньорічна кількість опадів — від 340 мм.
Територією громади протікають річки (протяжність територією громади): Когильник — 7,67 км, Чага — 8,67 км, Киргиж-Китай 17 км, Аліяга — 29,84 км, Ташлик — 21,33 км (с. Прямобалка), Кіргіж — 20,1 км, Дракуля — 12,16 км (протікає через села Плоцьк та Виноградівка).
Головне природне багатство Арцизької громади — її земельні ресурси, що представлені переважно чорноземними ґрунтами з високою природною родючістю. У сполученні з теплим степовим кліматом вони формують високий агропромисловий потенціал регіону. Земельні ресурси громади (76,2 тис. га) характеризуються надзвичайно високим рівнем освоєння. Землі сільськогосподарського призначення становлять 68,0 тис. га або 88,0 %. На території громади розвинуте сільське
господарство.
Природні умови сприятливі для вирощування найцінніших сільськогосподарських культур та ведення тваринництва, переважно вівчарства. Основні напрямки вирощування зернових — озимина, кукурудза, ячмінь, соняшник, ріпак. Розвинуто виноградарство, а з ним — виробництво вина та виноматеріалів.
На території громади наявні корисні копалини: каміння-черепашник, пісок, глина для виробництва цегли.

## Культура
На території громади функціонують 11 Будинків культури: 10 закладів у сільській місцевості та 1 заклад у м. Арцизі, а також Центр дитячої та
юнацької творчості.
У громаді діють два комунальних заклади естетичного виховання: Арцизька школа мистецтв та Арцизька художня школа.
Вісім художніх колективів громади мають звання «Народний колектив», а саме: ансамблі пісні і танцю «Гердан» (с. Виноградівка), «Дулакчія» (с. Делень), «Младежкі серца» (с. Нова Іванівка); оркестри народної музики «Хоро Бургуджі» (с. Виноградівка) та «Дівітлія» (с. Делень); вокальний ансамбль «Гармонія» (м. Арциз); народний танцювальний колектив «Лале» (с. Селіогло) та народний хореографічний ансамбль «Едельвейс» (м. Арциз).
Звання «Народний» має фотостудія «Буджак» (м. Арциз), історія якої налічує понад 50 років.
До мережі установ культури входить комунальний заклад «Арцизький історикокраєзнавчий музей Арцизької міської ради» з філією в с. Виноградівка, меморіальний музей ім. Христо Ботєва (с. Задунаївка), який є філією Одеського літературного музею.
Громада має розгалужену систему публічних бібліотек, до якої входять 1 публічна міська бібліотека в м. Арцизі та 12 бібліотек-філій, 10 з яких розташовані у сільських населених пунктах.
Арцизька міська публічна бібліотека — це інформаційний, освітній і громадський центр громади з книжковим фондом майже 30 тисяч примірників.
При міській бібліотеці створено Інтернет-центр та самоорганізуючий освітній простір для підлітків та молоді, в якому проходять різноманітні інтерактивні заняття, воркшопи, тренінги, майстеркласи, а також Education Library Hub — мультимедійний простір для зустрічей, навчання, обміну думками та ідеями.
У м. Арцизі діє Арт-галерея, що підпорядковується міській публічній бібліотеці, на базі якої проводяться виставки-вернісажі робіт місцевих художників, театральні вистави та інші культурні заходи.
У громаді перебувають під охороною 13 пам'ятників архітектури: колишній особняк (1930—1940 рр.) — м. Арциз, вул. 28 Червня, 132; старі житлові будинки (ХІХ ст.) — м. Арциз, вул.28 Червня, 94 та 64; німецький житловий будинок (1930—1940 рр.) — м. Арциз, вул. Трудова, 15; церкви: Свято-Георгіївська (1860 р.) — с. Виноградівка; Свято-Вознесенська (1881 р.) — с. Главані; Успіння Пресвятої Богородиці (1840 р.) — с. Делень; СвятоУспенська Божої матері (1842 р.) — с. Задунаївка; Свято-Михайлівська (кінець ХІХ ст.) — с. Кам'янське; Свято-Троїцька (1870 р.) — с. Селіогло; житловий будинок (жив Христо Ботєв, 1866 р.) та вітряний млин — с. Задунаївка.

## Охорона здоров'я
На території громади діють два заклади охорони здоров'я первинної і вторинної ланки надання медичних послуг:
1. Комунальне некомерційне підприємство «Центр первинної медико-санітарної допомоги Арцизької міської ради», до складу якого входять 3 міські та 8 сільських амбулаторій загальної практики сімейної медицини, 9 фельдшерсько-акушерських пунктів та 3 фельдшерських пункти. Медичний заклад надає свої послуги також населенню 9 сіл сусідніх громад: Теплицької, Павлівської та Суворівської. Загальна кількість населення, яке обслуговує медичний заклад, становить 44285 осіб.
2. Комунальне некомерційне підприємство «Арцизька центральна опорна лікарня» Арцизької міської ради.
Арцизька ЦОЛ — багатопрофільний лікувально-профілактичний заклад на 170 ліжок з консультативно-діагностичним центром на 375 відвідувань за зміну та анестезіологічним відділенням з 6 ліжками інтенсивного лікування.
Функціонують такі відділення: швидкої допомоги, прийомне, неврологічне, інфекційне, хірургічне, терапевтичне, гінекологічне, пологове, реанімаційне, дитяче, отоларингологічне, травматологічне, фізіотерапевтичне, коронавірусне, рентгенологічне, відділення невідкладної медичної допомоги «Emergency department», відділення функціональної діагностики, ультразвукової діагностики, переливання крові, патологоанатомічне відділення. Окрім цього, в лікарні працюють: кабінет телемедицини, кабінет комп'ютерної томографії, палати інтенсивної терапії, дві лабораторії (клініко-діагностична і бактеріологічна).
Згідно з Розпорядженням КМУ від 15.01.2020 р. № 23-р «Про затвердження переліку опорних закладів охорони здоров'я у госпітальних округах на період до 2023 року» Арцизьку ЦОЛ віднесено до переліку опорних лікарень. Послугами Арцизької центральної опорної лікарні користуються мешканці чотирьох колишніх районів: Арцизького, Саратського, Тарутинського та Татарбунарського, що становить 167 тисяч населення.
Протягом останніх 5 років в ЦОЛ проводиться масштабна технічна модернізація. На покращення матеріально-технічної бази було направлено 20 млн гривень. На переоснащення новим медичним обладнанням з різних джерел направлено близько 50 млн гривень. На сучасному рівні обладнано хірургічне, пологове, анестезіологічне відділення. На базі ЦОЛ функціонує відділення гемодіалізу з 8 апаратами штучної нирки. Відкрито відділення невідкладної допомоги «Emergency
department» з кабінетом телемедичного консультування.
Лікарня проводить широкий діапазон діагностичних досліджень з використанням: 9 рентгенологічних апаратів, комп'ютерного томографу «Hitachi» на 32 зрізів,
відеоендоскопічної системи, відеоцистоскопа, двох сучасних УЗД апаратів, лапароскопічної установки, кольпоскопа, гістероскопа, спірометра, оновленого
лабораторного обладнання. Анестезіологічну службу оснащено 17 ШВЛ, 27 моніторами пацієнта, 6 наркозними апаратами. Лікарня є закладом першої хвилі щодо надання медичної допомоги хворим на COVID-19.
Центральна опорна лікарня пропонує стимули для молодих фахівців З 2016 року діє програма «Кадри», завдяки якій в ЦОЛ працює 42 висококваліфікованих лікарі.